# Johann Konrad Sutermeister
Johann Konrad Sutermeister (* 1722; † 1771)  war ein Schweizer Glockengiesser und Ratsherr.
Sutermeister erlernte das Glockengiessergewerbe bei seinem Vater Daniel Sutermeister. Nach dem Tod seines Vaters übernahm er dessen Geschäft und führte es mit seinem jüngeren Bruder Johann Heinrich Sutermeister als Gebrüder Sutermeister weiter. Neben den Glocken, die er mit Daniel Sutermeister goss, goss er mit seinem Bruder Heinrich 1758 für Giswil (Kapelle Kleinthal), 1760 für Niederbipp, 1768 für Luzern (Kapelle Eigenthal), 1766 für Silenen (Kapelle Richlingen), 1767 für Diessbach bei Büren, 1768 für Greppen, 1769 für Attinghausen. Mit Heinrich Sutermeister und Daniel Kuhn goss er Glocken 1760 für Muotathal, 1763 für Windisch, 1765 für Buchenrain und Weggis, 1769 und 1770 je eine Glocke für Attinghausen.